# سی‌سی‌جی‌اس ماکیان
سی‌سی‌جی‌اس ماکیان (به انگلیسی: CCGS Cygnus) یک کشتی است که طول آن ۶۲٫۵ متر (۲۰۵ فوت ۱ اینچ) می‌باشد. این کشتی در سال ۱۹۸۲ ساخته شد.